# Livonia (Indiana)
Livonia è un comune degli Stati Uniti d'America, situato nello Stato dell'Indiana, nella contea di Washington.